# Elsa
Elsa ist ein weiblicher Vorname.

## Herkunft und Bedeutung
Der Name ist eine Variante des weiblichen Vornamens Elisabeth. Elsa kommt aus dem Schwedischen.

## Verbreitung
Der Name Elsa gehörte in den letzten Jahren des 19. Jahrhunderts einige Male in Deutschland zu den zehn meistvergebenen Mädchennamen des Jahres. Dann ging seine Popularität mehr und mehr zurück. Seit den vierziger Jahren ist der Name eher ungebräuchlich.
Durch den Erfolg des Films Die Eiskönigin – Völlig unverfroren, dessen Hauptfigur den Namen Elsa trägt, erhielt der Name neue Popularität in den Vereinigten Staaten. Nachdem der Name seit 1917 nicht mehr unter den 500 beliebtesten Vornamen vertreten war, erreichte Elsa nach Auswertungen der Social Security Administration im Jahr 2014 den 286. Platz der beliebtesten Vornamen.

## Namensträgerinnen
- Elsa Andersson (1894–1994), schwedische Wasserspringerin
- Elsa Andersson (1897–1922), schwedische Pilotin
- Elsa Lára Arnardóttir (* 1975), isländische Politikerin
- Elsa Asenijeff (1867–1941), österreichische Schriftstellerin
- Elsa Barraine (1910–1999), französische Komponistin
- Elsa Benítez (* 1977), mexikanisches Fotomodel
- Elsa Bernstein (1866–1949), deutsche Schriftstellerin
- Elsa Beskow (1874–1953), schwedische Kinderbuchautorin
- Elsa Bienenfeld (1877–1942), österreichische Musikkritikerin
- Elsa Brändström (1888–1948), schwedische Philanthropin
- Elsa Bruckmann (1865–1946), Gönnerin Adolf Hitlers
- Elsa Calcagno (1905–1978), argentinische Pianistin und Komponistin
- Elsa Dreisig (* 1991), französisch-dänische Opernsängerin (Sopran)
- Elsa Einstein (1876–1936), zweite Ehefrau von Albert Einstein
- Elsa Fermbäck (* 1998), schwedische Skirennläuferin
- Elsa Faber von Bockelmann (1890–1980), deutsche Schriftstellerin
- Elsa von Freytag-Loringhoven (1874–1927), deutsche Dadaismus-Künstlerin
- Elsa Sophie Gambard (* 1980), deutsche Schauspielerin
- Elsa Gindler (1885–1961), deutsche Gerechte unter den Völkern
- Elsa Grube-Deister (1926–2001), deutsche Schauspielerin
- Elsa Hosk (* 1988), schwedisches Modell
- Elsa Jülich (1886–1964), deutsche Opernsängerin
- Elsa Sophia von Kamphoevener (1878–1963), deutsche Schriftstellerin
- Elsa Köhler (1879–1940), Pädagogin aus Lemberg
- Elsa Lanchester (1902–1986), englische Schauspielerin
- Elsa Langnäse (* 1998), deutsch-schweizerische Schauspielerin
- Elsa Lindenberg (1906–1990), deutsche Tänzerin, Tanzpädagogin und -therapeutin
- Elsa Lunghini (* 1973), französische Sängerin und Schauspielerin
- Elsa Martinelli (1935–2017), italienische Schauspielerin
- Elsa Morante (1912–1985), italienische Schriftstellerin
- Elsa Neumann (1872–1902), deutsche Physikerin
- Elsa Noffke (1905–1943), deutsche Verlagsangestellte und Widerstandskämpferin gegen den Nationalsozialismus.
- Elsa Oehmigen (1908–1995), deutsche Straßenmusikerin
- Elsa Osorio (* 1952), argentinische Schriftstellerin und Drehbuchautorin
- Elisabeth Plainacher, genannt Elsa (etwa 1513–1583), österreichische Magd, als Hexe verbrannt
- Elsa Raven, (1929–2020), US-amerikanische Schauspielerin
- Elsa Rendschmidt (1886–1969), deutsche Eiskunstläuferin
- Elsa Schiaparelli (1890–1973), italienisch-französische Modeschöpferin
- Elsa Scholten (1902–1981), deutsche Schauspielerin
- Elsa Stauffer (1905–2006), Schweizer Bildhauerin
- Elsa Steixner, österreichische Sängerin
- Elsa Steyaert, genannt Lza (* 1980), französisches Fotomodell und Schauspielerin
- Elsa Tesmer (1887–1968), Namensgeberin des Tesa-Films
- Elsa Triolet (1896–1970), russisch-französische Schriftstellerin
- Elsa Olivia Urbach (* 1935), österreichische Malerin, Grafikerin und Grafik-Designerin
- Elsa Wagner (1881–1975), deutsche Schauspielerin
- Elsa Woutersen-van Doesburgh (1875–1957), niederländische Malerin
- Elsa Zylberstein (* 1968), französische Schauspielerin

## Bekannte Tiere
- Elsa (Löwin) (1956–1961), von Joy Adamson in Kenia aufgezogene Löwin

## Fiktive Figuren
- Die Kuh Elsa, ein Sketch von Didi Hallervorden
- Elsa von Brabant ist neben Ortrud eine von zwei weiblichen Hauptrollen in Richard Wagners romantischer Oper Lohengrin
- Elsa aus dem Film Elsa & Fred (2005)
- Elsa aus der Disney-Film-Reihe Frozen (deutsch: Die Eiskönigin – Völlig unverfroren)
- Elsa Mars aus der vierten Staffel von American Horror Story